# Age management
Age management (anglicky age – věk, stáří, to manage – řídit) představuje způsob řízení s ohledem na věk zaměstnanců. Tento způsob řízení přihlíží k průběhu životních fází člověka na pracovišti a zohledňuje jeho měnící se zdroje v průběhu stárnutí (zdraví, kompetence, ale i hodnoty, postoje a motivace). Zahrnuje všechny věkové skupiny na pracovišti.
Jedná se o termín z oblasti managementu/strategického řízení lidských zdrojů. Označuje činnosti a opatření, jejichž cílem je podporovat komplexní přístup k řešení demografické situace a demografických změn na pracovišti. Taková opatření by měla především zajistit, aby každý pracovník měl možnost využít svůj potenciál a nebyl znevýhodněn kvůli svému věku.

## Základní otázky
Hledáním systematického řešení podpory zaměstnávání starších pracovníků se s velkým časovým náskokem před ostatními evropskými zeměmi začalo zabývat Finsko a to v 80. letech 20. století. Základní otázky, které si kladly odpovědné finské instituce, zněly:
- „Jak dlouho mohou lidé pracovat?“
- „Jaký je ten správný věk pro odchod do důchodu?“

Na jejich řešení se podílel Finský institut pracovního zdraví se sídlem v Helsinkách (Finnish Institute of Occupational Health – FIOH) pod vedením prof. Juhani Ilmarinena.

## Základní pojmy

### Pracovní schopnost (Work ability)
Pojem pracovní schopnost je základním prvkem konceptu age managementu. Definice pracovní schopnosti je tedy tvořena rovnováhou mezi osobními zdroji pracovníka (zdraví a funkční kapacita, vzdělání, znalosti, dovednosti, hodnoty, postoje a motivací) a pracovními požadavky, které jsou na něho kladeny (obsah práce, její náročnost a organizace, ale i nároky plynoucími z pracovního prostředí, kolektivu a způsobu řízení).

### Dům pracovní schopnosti
Jednotlivé faktory ovlivňující pracovní schopnost byly pracovníky Finského institutu pracovního zdraví uspořádány do tzv. „Domu pracovní schopnosti.“
Faktory ovlivňující pracovní schopnost jsou znázorněny jako dům se čtyřmi poschodími:
1. Zdraví a funkční kapacita
2. Kompetence
3. Hodnoty, postoje a motivace
4. Prostor pracoviště

Prostor vně domu představuje rodina, sociální síť, operační prostředí a společnost, tedy její různé politiky a strategie. Model zdůrazňuje, že hledání optimální pracovní schopnosti je úkolem po celý pracovní život.

## Index pracovní schopnosti
Multidisciplinární tým vědců sestavil jednotlivé faktory pracovní schopnosti a na jejich základě vyvinul novou epistemologickou metodu. Ta byla nazvána Index pracovní schopnosti - Work Ability IndexTM – WAITM. Tato metoda je přeložena do 29 jazyků celého světa. Jednotlivé země tak mohou přijímat opatření v oblasti ochrany a podporu pracovní schopnosti zaměstnanců. Metoda byla testována v longitudinální studii u 6 500 zaměstnanců státní správy ve věku nad 45 let (v letech 1981 – 2009).
Výsledky měření hodnot pracovní schopnosti ukázaly: zhruba 60 % zaměstnanců si udrželo hodnotu své pracovní schopnosti na úrovni dobré anebo vynikající. Zhruba 10 % zaměstnanců zaznamenalo dokonce zlepšení. Ale přibližně 30 % zaznamenalo dramatický pokles hodnot pracovní schopnosti. Druh vykonávané práce (fyzická, duševní anebo kombinované) nezabránil poklesu pracovní schopnosti u třetiny respondentů nezávisle na povolání a ani na pohlaví.

### Nástroj na měření pracovní schopnosti – Work Ability Index
Pracovní schopnost lze hodnotit nástrojem sestaveným na základě konstrukce „Domu pracovní schopnosti“. Tento nástroj představuje subjektivní dotazník, skládající se ze sedmi oblastí. Může být použit pro skupinová stejně jako pro individuální hodnocení pracovní schopnosti. Získaná hodnota WAI (Work Ability Index) měřeného zaměstnance bývá porovnána s tzv. referenční hodnotou. Referenční hodnota představuje průměrnou hodnotu pracovní schopnosti pro muže anebo ženu, stejného věku a vykonávající stejný typ práce (fyzická, duševní anebo kombinovaná). Referenční hodnoty byly získány z rozsáhlých zahraničních výzkumných studií u zaměstnanců různého věku a pracujících v různých průmyslových odvětvích.
Nicméně vzhledem k povaze zkoumaných oblastí je potřeba uvést, že dotazník je nástrojem, který je nutné zpracovávat ve spolupráci s lékařem a za podmínek přísné ochrany osobních údajů měřených osob.
Dotazník WAI je chráněn licencí a je mezinárodně přísně standardizován. Výsledkem závěrečného výpočtu je hodnota indexu WAI, který vyjadřuje pracovní schopnost zaměstnance na bodové škále 7 – 49 bodů. Čím je tato hodnota vyšší, tím je jeho pracovní schopnost lepší. Pracovní schopnost je dle získaných bodů hodnocena jako špatná, průměrná, dobrá anebo vynikající.
Přijmout opatření k udržení a podpoře pracovních schopností se vyplatí v jakékoliv fázi pracovního života zaměstnance. Faktory přispívající k oslabení pracovní schopnosti začínají být viditelné zhruba kolem čtyřicátého pátého roku. Měření WAITM je proto vhodné u zaměstnanců jakéhokoliv věku, podpora jednotlivých faktorů, zejména v oblasti zdraví, zcela nepochybně nemůže být soustředěna pouze na zaměstnance staršího věku, ale měla by být proaktivně zařazena během celého pracovního života.